# Águas Livres

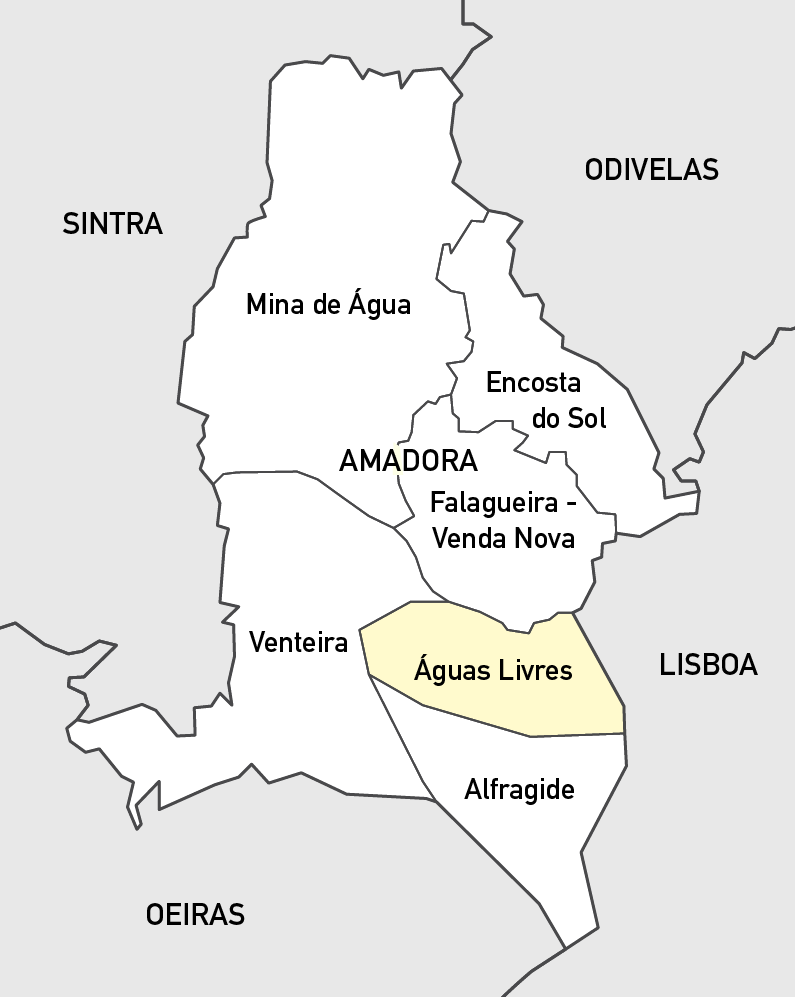
Lage der Gemeinde im Kreis Amadora

Águas Livres ist eine Gemeinde (Freguesia) im Kreis (Concelho) Amadora im Großraum der portugiesischen Hauptstadt Lissabon. Sie hat 37.426 Einwohner und eine Fläche von 2,21 km² (Stand 2011).
Sie entstand im Vorfeld zur Gebietsreform 2013 aus dem Zusammenschluss der Gemeinde Damaia mit dem südlichen Teil von Reboleira und dem nördlichen Teil von Buraca.
Die Gemeinde nimmt den Namen des Aqueduto das Águas Livres auf, das durch das Gemeindegebiet führt.